# Циганський романс
Циганський романс (також Циганська пісня) — жанр російського побутового романсу, що виник у середині ХІХ століття під впливом своєрідної манери виконання російських народних пісень, романсів солістами і гітаристами хорів петербурзьких і московських циган. Основою для формування циганського романсу стала «російська пісня». Жанр сформувався під впливом особливого виконавського стилю виконання ромів — циганських інтерпретацій російського романсу. Назва «циганський романс» вживається у значенні, запровадженому Т. Щербаковою. Ця дослідниця розуміє його як сукупність «романсів, які створювалися російським містом (підкреслено Т. Щербаковою) на різних «поверхах» його музичних та навколомузичних сфер». Циганські романси ХІХ століття характеризуються органічним поєднанням пісенних і танцювальних компонентів, експресивного любовно-ліричного тексту, специфічних усталених елементів музичної мови (інтонації романтичного секстету, хроматичний висхідний або низхідний рух), синтезуючим характером, що охоплює всі рівні твору (від інтонаційного до жанрово-стильового, а також поєднує різні види мистецтв: музику, танок, театр).

## Історичні приклади російських виконавців часів НЕПу
Першою дружиною Арманда Гаммера, «обраного капіталіста Леніна», була російська актриса Ольга Вадимівна фон Рут (вона ж Ольга Вадіна, ресторанна співачка циганського хору в Ялті), дочка царського генерала. Дружина рідного брата Арманда Гаммера Віктора, Барбара, теж була виконавицею циганських романсів (вони розлучилися в 1928 році).